# Кербулакский район
Кербулакский район (каз. Кербұлақ ауданы) — административная единица в Жетысуской области Казахстана. Административный центр — село Сарыозек.

## История
Указом Президиума Верховного Совета Казахской ССР от 25 декабря 1973 года № 2372-VIII образован Кербулакский район Талды-Курганской области с центром в посёлке городского типа Сарыозек.
В 1997 году район включен в состав Алматинской области, в состав района включена территория упразднённого Гвардейского района.

## География
Рельеф гористый, за исключением юго-западной части. На территории района расположены горные хребты Алтынэмель, Малайсары, Чулактау. Наиболее крупные реки — Или, Биже,Коксу. В пределы южной части района входит Капчагайское водохранилище. Климат континентальный. Средние температуры января −10—15°С, июля 22—24°С. Годовое количество атмосферных осадков в западной части составляет 150—200 мм, в северо-восточной — 650—800 мм. Почвы горно-чернозёмные, горно-каштановые, песчаные. Растут полынь, типчак, лебеда, таволга, саксаул, дикая яблоня. Обитают волк, лисица, заяц, барсук, сурок, горный козёл, кулан, водятся утка, фазан.
В недрах разведаны запасы золота, серебра, цеолита, шунгита, алунита, руд цветных металлов, естественных строительных материалов.

## Население
Национальный состав (на начало 2019 года):
- казахи — 43 388 чел. (88,80 %)
- русские — 4 138 чел. (8,47 %)
- чеченцы — 718 чел. (1,47 %)
- татары — 186 чел. (0,38 %)
- уйгуры — 84 чел. (0,17 %)
- украинцы — 43 чел. (0,09 %)
- немцы — 59 чел. (0,12 %)
- другие — 244 чел. (0,50 %)
- Всего — 48 860 чел. (100,00 %)

## Природные ресурсы
- Аркарлинское месторождение
- Алтын-Эмель (национальный парк)
- Поющий бархан

## Административное деление
1. Алтынемельский сельский округ
2. Басшийский сельский округ
3. Жайнак батырский сельский округ
4. Жоламанский сельский округ
5. Талдыбулакский сельский округ
6. Коксуский сельский округ
7. Карашокинский сельский округ
8. Каспанский сельский округ
9. Когалинский сельский округ
10. Кызылжарский сельский округ
11. Сарыбастауский сельский округ
12. Сарыбулакский сельский округ
13. Шанханайский сельский округ
14. Шубарский сельский округ

## Известные земляки
- Бондаренко, Яков Александрович (1905—1941) — стрелок 4-й роты 2-го батальона 1075-го стрелкового полка 316-й стрелковой дивизии 16-й армии Западного фронта, красноармеец, Герой Советского Союза (1942).
- Дутов, Пётр Данилович (1916—1941) — стрелок 4-й роты 2-го батальона 1075-го стрелкового полка 316-й стрелковой дивизии 16-й армии Западного фронта, красноармеец, Герой Советского Союза (1942).
- Каленик, Дмитрий Митрофанович (1910—1941) — стрелок 4-й роты 2-го батальона 1075-го стрелкового полка 316-й стрелковой дивизии 16-й армии Западного фронта, рядовой, Герой Советского Союза (1942).
- Натаров, Иван Моисеевич (1910—1941) — стрелок 4-й роты 2-го батальона 1075-го стрелкового полка 316-й стрелковой дивизии 16-й армии Западного фронта, красноармеец, Герой Советского Союза (1942)
- Саприна, Мария Михайловна — звеньевая колхоза имени Кирова Гвардейского района, Герой Социалистического Труда (1949).
- Шакаров, Нусупбек — председатель колхоза «Долан-алы» Гвардейского района, Герой Социалистического Труда (1948).